# Colby (condado de Clark, Wisconsin)
Colby es un pueblo ubicado en el condado de Clark en el estado estadounidense de Wisconsin. En el Censo de 2010 tenía una población de 874 habitantes y una densidad poblacional de 9,99 personas por km².

## Geografía
Colby se encuentra ubicado en las coordenadas 44°53′43″N 90°22′50″O / 44.89528, -90.38056. Según la Oficina del Censo de los Estados Unidos, Colby tiene una superficie total de 87.46 km², de la cual 87.41 km² corresponden a tierra firme y (0.06%) 0.05 km² es agua.

## Demografía
Según el censo de 2010, había 874 personas residiendo en Colby. La densidad de población era de 9,99 hab./km². De los 874 habitantes, Colby estaba compuesto por el 95.77% blancos, el 0.11% eran afroamericanos, el 0.46% eran amerindios, el 0.46% eran asiáticos, el 0% eran isleños del Pacífico, el 2.63% eran de otras razas y el 0.57% pertenecían a dos o más razas. Del total de la población el 4.35% eran hispanos o latinos de cualquier raza.